# Saša Simonović
Saša Simonović (serbisch: Саша Симоновић; * 20. Juli 1975 in Niš) ist ein ehemaliger serbischer Fußballspieler.

## Karriere
Simonović begann seine Karriere in der Jugend von FK Radnički Niš, den er 1994 zur ersten Mannschaft von FK Voždovac Belgrad verließ. 1995 wechselte er nach Griechenland und spielte drei Jahre bei Aris Thessaloniki. Danach kehrte er nach Serbien zurück und spielte beim FK Obilić. Nach einigen Jahren in Belgrad kehrte er seiner Heimat abermals den Rücken und wechselte nach Bulgarien zu Lewski Sofia. In seinen drei Jahren beim bulgarischen Großklub wurden zwei Pokalsiege gefeiert und ein bulgarischer Supercup gewonnen. 
In der Saison 2005/06 war der Serbe bei Wichren Sandanski aktiv, welchen er Richtung Slawia Sofia verließ. Dort spielte er zwei Saisonen und nach einer weiteren Saison bei Lokomotive Mesdra kehrte er Anfang 2009 zu Lewski Sofia zurück und konnte dort prompt den bulgarischen Supercup feiern.

## Nationalmannschaft
Simonović bestritt bisher ein Länderspiel im Jahr 2000 für die Nationalmannschaft von Serbien und Montenegro.

## Erfolge
- bulgarischer Pokalsieger 2003, 2005
- bulgarischer Supercupsieger 2003, 2009